# Asheville Altitude
Asheville Altitude was een Amerikaanse basketbalclub uit Asheville die uitkwam in de National Basketball Development League van 2001 tot 2005.

## Geschiedenis
De club werd opgericht samen met het ontstaan van de competitie in 2001. De club koos voor Joey Meyer als eerste coach. De club eindigde in zijn eerste seizoen als zesde en in zijn tweede seizoen als zevende. In 2004 en 2005 werd de club tweemaal kampioen van de NBDL. Ondanks deze successen kende de club financiële problemen door lage toeschouwersaantallen. De club werd in 2005 verkocht en verhuisd naar Tulsa en werden de Tulsa 66ers.

## Erelijst
- NBDL-kampioen: 2004, 2005
- NBDL Rookie of the Year Award: Desmond Penigar (2004)
- All-NBDL First Team: Jeff Trepagnier (2003), Desmond Penigar (2004)
- All-NBDL Second Team: Paul Grant (2002), Brandon Kurtz (2004), Ron Slay (2005)

## Resultaten
| Seizoen | Wins | Verlies | Play-offs | Coach      |
| ------- | ---- | ------- | --------- | ---------- |
| 2001/02 | 26   | 30      | –         | Joey Meyer |
| 2002/03 | 23   | 27      | –         | Joey Meyer |
| 2003/04 | 28   | 18      | Kampioen  | Joey Meyer |
| 2004/05 | 27   | 21      | Kampioen  | Joey Meyer |

## Bekende (oud)-spelers
| - Maurice Jeffers - Joseph Forte - Jeff Trepagnier |